# Lane Thomas
Lane Michael Thomas (né le 23 août 1995) est un voltigeur professionnel américain de baseball pour les Guardians de Cleveland de la Ligue majeure de baseball (MLB). Il a également joué dans la MLB pour les Cardinals de St. Louis et chez les Nationals de Washington.
Les Blue Jays de Toronto ont sélectionné Thomas lors du repêchage de la MLB 2014. Il a joué dans leur système de ligue mineure pendant quatre ans avant d'être échangé aux Cardinals en 2017. Il fit ses débuts en MLB avec l'équipe en 2019, mais eu du mal avec les blessures et n'aura pas pu trouver un temps de jeu régulier avant d'être échangé aux Nationals au cours de la saison 2021, avec qui il est devenu leur voltigeur central partant. Les Nationals l'ont échangé aux Guardians en 2024.

## Carrière en amateur
Thomas a fréquenté le lycée Bearden à Knoxville, dans le Tennessee. En deuxième année, il s'est engagé à jouer au baseball universitaire à l'Université du Tennessee. Au cours de l'été 2013, il a joué pour l'équipe américaine lors de la Coupe du monde de baseball 18U 2013 à Taichung. En 2014, en tant que senior, il a frappé .410 avec 17 circuits et 40 points produits. Après sa dernière année, il a été repêché par les Blue Jays de Toronto au cinquième tour du repêchage de la Ligue majeure de baseball de 2014.

## Carrière en professionnel

### Organisation des Blue Jays de Toronto
Thomas a signé avec les Blue Jays pour 750 000 $, renonçant ainsi à son engagement universitaire.
Thomas a fait ses débuts professionnels la même année avec les Blue Jays de la Gulf Coast League avant d'être réaffecté aux Blue Jays de Bluefield . En 52 matchs entre les deux clubs, il a frappé .281 avec un coup de circuit et 19 points produits. En 2015, il a joué pour les Canadiens de Vancouver et les Lugnuts de Lansing, frappant un total de .206 avec cinq circuits et 35 points produits en 52 matchs au total. Il a passé la saison 2016 avec Lansing, où il a compilé une moyenne au bâton de 0,216 avec sept circuits, 27 points produits et 17 buts volés en 81 matchs. Il a débuté la saison 2017 avec les Blue Jays de Dunedin.

### Cardinals de Saint-Louis
Le 2 juillet 2017, Toronto a échangé Thomas aux Cardinals de St. Louis en échange d'un bonus de signature international. Saint-Louis l'a affecté aux Cardinals de Palm Beach, mais il n'a joué que seulement neuf matchs en raison d'une blessure. En 82 matchs au total entre Dunedin et Palm Beach, il a frappé .252 avec quatre circuits et 41 points produits. Thomas a commencé la saison 2018 avec les Cardinals de Springfield où il a été nommé All-Star de la Texas League. Il a été promu aux Memphis Redbirds fin juillet et y a terminé la saison, aidant les Redbirds à remporter le championnat national Triple-A 2018. En 132 matchs entre Springfield et Memphis, Thomas a frappé .264/.333/.489 avec 27 circuits, 88 points produits et 17 buts volés. Il a été assigné pour jouer pour les Surprise Saguaros de l'Arizona Fall League après la saison.
Les Cardinals ont ajouté Thomas à leur liste de 40 joueurs après la saison 2018. Il est revenu à Memphis pour commencer 2019. Le 17 avril, il a été rappelé dans les ligues majeures pour la première fois et il a fait ses débuts dans les ligues majeures le même jour à Miller Park contre les Brewers de Milwaukee. Le 19 avril, contre les Mets de New York au Busch Stadium, il frappe un coup de circuit lors de sa première présence au bâton en ligue majeure . Le 11 août, Thomas a frappé son premier grand chelem en ligue majeure. Le 30 août, il a été placé sur la liste des blessés pour 10 jours après avoir été touché au poignet droit. Le 1er septembre, il a été transféré sur la liste des blessés pour 60 jours, mettant ainsi fin à sa saison. En 44 apparitions au bâton avec St. Louis, il a frappé .316 avec quatre circuits.
Thomas a commencé la saison 2020 avec St. Louis. Le 9 août, il a été annoncé qu'il avait été testé positif à la COVID-19. Il est revenu au jeu en octobre et a terminé la saison avec une moyenne au bâton de .111 avec un coup de circuit en 18 matchs. En 2021, Thomas ne fit pas partie de la liste du jour d'ouverture. Il a partagé son temps entre Memphis et St. Louis au cours de la saison 2021 avant d'être échangé vers une autre équipe.

### Nationals de Washington
Le 30 juillet 2021, Thomas a été échangé aux Nationals de Washington en échange du lanceur partant Jon Lester. Thomas a été appelé en août 2021 et est rapidement devenu le voltigeur central quotidien des Nationals, supplantant Victor Robles,. En 45 matchs avec Washington, Thomas a affiché une moyenne de .270/.364/.489 avec sept circuits et 27 points produits.
Le 3 juin 2022, Thomas a connu son premier match à trois circuits en carrière lors d'un match contre les Reds de Cincinnati. En 2022, avec les Nationals, il a joué en tout 146 matchs, a été en tête des ligues majeures en pourcentage de balles frappées en toute sécurité (23,2 %) et a frappé .241/.301/.404 avec 17 circuits, 52 points produits et 26 doubles.
Le 13 janvier 2023, Thomas a accepté un contrat d'un an de 2,2 millions de dollars avec les Nationals, évitant ainsi d'avoir l'arbitrage salarial.
En 2023, Thomas devient le champion des États-Unis au poste de voltigeur de droite.
Le 11 janvier 2024, Thomas et les Nationals ont convenu d'un contrat d'un an d'une valeur de 5,45 millions de dollars pour éviter l'arbitrage salarial.

### Les Gardiens de Cleveland
Le 29 juillet 2024, Thomas est échangé aux Guardians de Cleveland en échange d'Alex Clemmey de José Tena et d'également Rafael Ramírez Jr.
Le 12 octobre, dans la 5ème manche de l'American League Division Series contre les Detroit Tigers, Thomas fait un grand slam contre Tarik Skubal ce qui leur permet de prendre la tête avec 5–1 et  les propulse en haut de l'ALCS pour la première fois depuis 2016 grâce a une victoire de 7–3 comme score final,.

## Vie personnelle
Thomas est copropriétaire de Knox Cabinet & Co., une entreprise de rénovation domiciliaire, avec sa sœur et une autre personne étant copropriétaire.
Le 21 janvier 2023 à Panama City Beach, en Floride Thomas se marie avec Chase Henry. Le 30 octobre 2023, leur fils unique, Henry James est né[réf. souhaitée].